# Tachysphex panzeri
Tachysphex panzeri ist eine Grabwespe aus der Familie der Crabronidae.

## Merkmale
Die Tiere erreichen eine Körperlänge von 9 bis 14 Millimetern (Weibchen) bzw. 6,5 bis 10 Millimetern (Männchen) und haben einen schwarzen Körper. Ihre Facettenaugen sind gelb gefärbt. Das Labrum ragt halbrund hervor. Die Basis des Hinterleibes ist häufig rot gefärbt. Die Männchen haben anders als die Weibchen eine goldene Gesichtsbehaarung.

## Vorkommen
Die Art kommt in Nordafrika, Europa, östlich bis Westasien vor. Sie besiedelt temperaturbegünstigte offene sandige Lebensräume. Die Tiere fliegen in einer Generation von Juli bis August. Die Art kommt in Mitteleuropa sehr selten vor. 

## Lebensweise
Die Weibchen von Tachytes panzeri legen ihre Nester nur wenige Zentimeter tief im lockeren Sand an. Die Brut wird mit Larven von Feldheuschrecken versorgt. Diese werden zum Teil fliegend zum Nest transportiert.